# Marnix Rueb
Marnix Rueb (Oegstgeest, 11 april 1955 – Den Haag, 23 oktober 2014) was een Haagse freelance illustrator, striptekenaar en cartoonist. Zijn bekendste stripfiguur is Haagse Harry. Hij was ook eigenaar van uitgeverij Kap Nâh!!.

## Inspiratie
Er werd aan Rueb gevraagd of hij illustraties wilde tekenen bij een artikel over Haagse literatuur. Rueb woonde in die tijd in de Schilderswijk en daar liepen echt Haagse types rond. Op basis daarvan is Haagse Harry bedacht.

## Levensloop
Rueb is opgegroeid als zoon van Theo Rueb, een kinderrechter in Den Haag. Hij had twee broers Alexander en Robert-Jan. Rueb was een kleuter toen hij begon met tekenen. Hij tekende toen al cartoons en poppetjes. Op de lagere school (Instituut Wolters, waar ook Mark Rutte en Lodewijk Asscher op school hebben gezeten) wist hij al dat hij striptekenaar wilde worden. Hij ging naar het gymnasium aan het Vrijzinnig-Christelijk Lyceum ofwel VCL. In de 3e en 4e klas bleef hij zitten en ging hij naar het atheneum. Hier kon hij niet goed omgaan met de strakke regels van het schoolsysteem. Kort daarna stopte hij met school.
Een cursus reclametekenen en fotografie moesten uitkomst bieden, maar ook hier voelde Rueb zich niet thuis. Hij wilde illustrator worden en wilde zijn eigen weg vinden.
Eerst maakte Rueb verschillende stripfiguren van bijvoorbeeld Disney, maar ook hiermee kon hij zijn creativiteit niet helemaal kwijt. Kort daarna werd hij huisillustrator bij de Haagse uitgaanskrant Doen. In 1991 zag in dit blad Rueb’s Haagse Harry het levenslicht. Haagse Harry was aanvankelijk een klein onderdeel van Doen, maar bleek zo populair dat hij een op zichzelf staande stripfiguur werd. Al vanaf het begin was de strip een groot succes. Het succes bleef niet alleen beperkt tot Den Haag, maar bereikte uiteindelijk heel Nederland.
In 1994 bracht Rueb het eerste album van Haagse Harry uit, Kap Nâh. Rueb gaf het boek in eigen beheer uit, in een oplage van 10.000 exemplaren.. Uiteindelijk zijn er 140.000 exemplaren verkocht. Inmiddels zijn er vijf albums verschenen met een gezamenlijke oplage van ± 500.000 exemplaren.
Marnix Rueb overleed in 2014 op 59-jarige leeftijd aan de gevolgen van longkanker.

## Postuum
In 2016 verscheen, postuum, een boek met daarin een selectie van losse tekeningen, ongepubliceerd en/of weinig bekend materiaal uit Marnix' (digitaal) archief. Dit boek is samengesteld door broer Robert-Jan Rueb.
In de documentaire Kap Nâh!!  uit 2018 vertellen familieleden, vrienden en vakgenoten over het leven van de striptekenaar. Die zou in zijn jeugd getraumatiseerd zijn door seksueel misbruik door zijn eigen pedofiele vader Theo Rueb, die nota bene het beroep vervulde van kinderrechter. De vader zou ook model hebben gestaan voor de kinderrechter in het boek Annie Berber en het verdriet van een tedere crimineel (1985) van Yvonne Keuls.

## Boeken

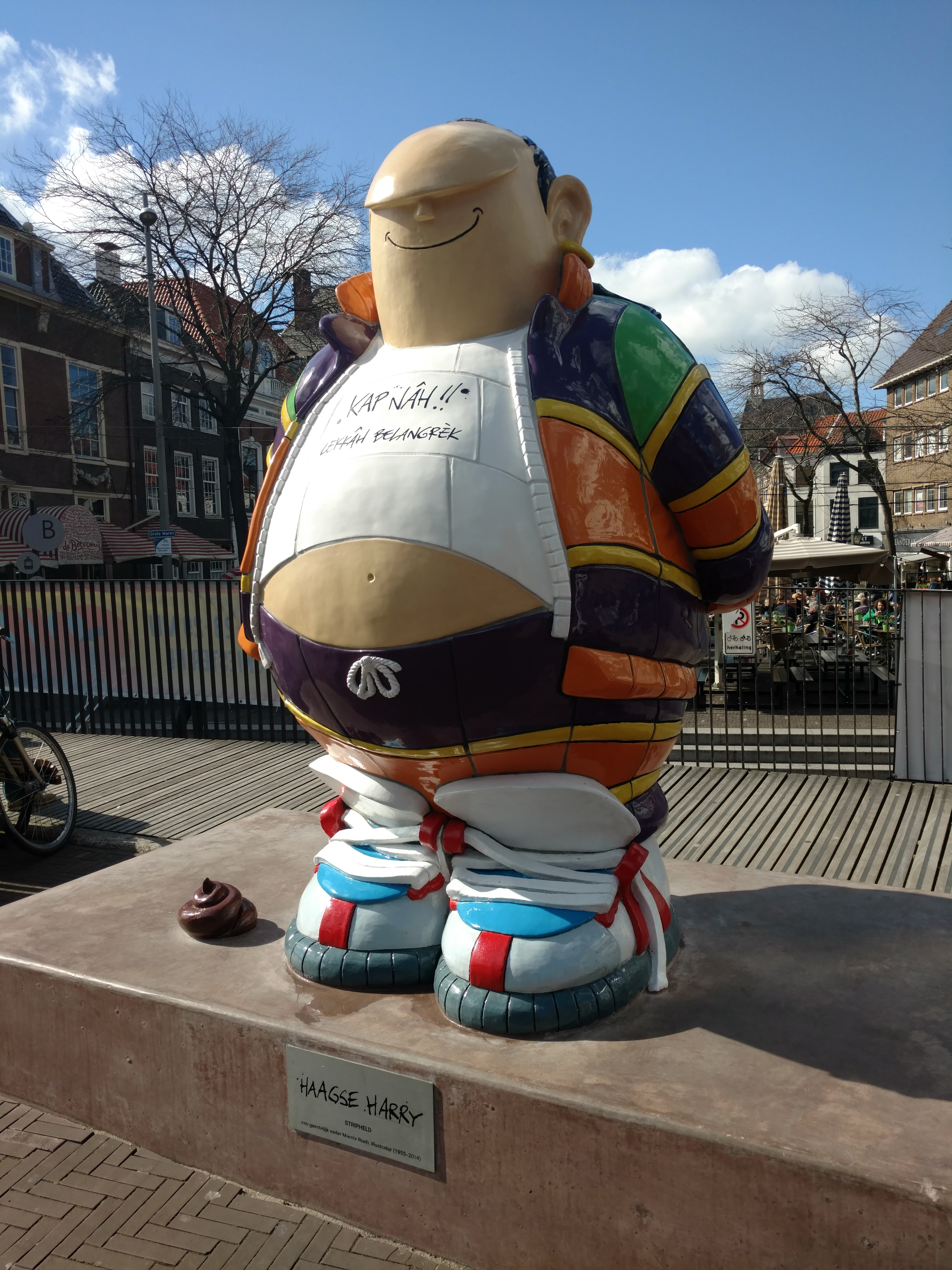
Standbeeld van stripfiguur Haagse Harry op de Grote Markt in Den Haag. Op zijn shirt staat in fonetisch Haags dialect geschreven: Kap Nâh!! Lekkâh Belangrèk
(Vertaald: Kap nou!! Lekker Belangrijk)

- Rueb, Marnix, Kap nâh!!, DOEN Promoties, Den Haag, 1994, ISBN 9789074616027
- Rueb, Marnix, Kejje dat?!, Stripantiquariaat Panda, 1995, ISBN 9071536114
- Bontebal, Adriaan, Charmante jongen, sportief tiep (illustraties), DOEN Uitgeverij, Den Haag, 1995 ISBN 9789074616041
- Rueb, Marnix, Niet te wenag!!, Kap Nâh, Den Haag, 1997, ISBN 9789080387713
- Bral, Sjaak en Rueb, Marnix, Ut groen-geile boekie, Kap Nâh, Den Haag, 1998, ISBN 9789080387744
- Gaalen, Anneloes van en Mosselaar, F. van den, Kèk mè nâh (illustraties), BZZTôH, Den Haag, 1999, ISBN 9789055013548
- Rueb, Marnix, Rueb, R. en Bral, Sjaak, De groen-geile scheuahkalendah vannut jaah 2000, Kap Nâh, Den Haag, 1999, ISBN 9789080387751
- Rueb, Marnix, Niet te wènag!!, Kap Nâh, Den Haag, 2001, ISBN 9789080387799
- Rueb, Marnix, Dachetnie!!, Kap Nâh, Den Haag, 2001, ISBN 9789080387768
- Bral, Sjaak en Rueb, Marnix, Haags, de kugsus, Kap Nâh, Den Haag, 2003, ISBN 9789080645318
- Wind, Pierre, Lekkâh! (illustraties), Tirion, Utrecht, 2005, ISBN 9789043906654
- Wind, Pierre, Lekkâh kerstspecial (illustraties), Tirion, Utrecht, 2005, ISBN 9789043907897
- Wind, Pierre, Lekkâh pakket + PB + Kerstspecial (illustraties), Tirion, Utrecht, 2005, ISBN 9789043907903
- Rueb, Marnix, Krèg ut zuâh!!, Kap Nâh, Den Haag, 2005, ISBN 9789080645332
- Rueb, Marnix, Kompleit baggâh!!, Kap Nâh, Den Haag, 2005, ISBN 9789080645349
- Bral, Sjaak, Eigentijdse ergernissen (illustraties), De Bezige Bij, Amsterdam, 2007, ISBN 9789060056516
- Bral, Sjaak en Rueb, Marnix, Ut Groen-Geile Boekie (heruitgave), Kap Nâh, Den Haag, 2008, ISBN 9789080645356
- Graaf, Jacco van der, Ut Haagse reklame woâhdeboek (illustraties), Kap Nâh, Den Haag, 2009, ISBN 9789080645370
- Giphart, Ronald, Vos, Jeroen de, Borst, Hugo e.a., Puur gelul (Illustraties), Kap Nâh, Den Haag, 2010, ISBN 9789080645394
- Dekker, Pauline en Kanter, Wanda de, Motiveren kun je leren (illustraties), Uitgeverij Thoeris, Amsterdam, 2010, ISBN 9789072219497
- Dekker, Pauline en Kanter, Wanda de, Scheurkalender Nederland stopt! Met roken (illustraties), Uitgeverij Thoeris, Amsterdam, 2012, ISBN 9789072219756
- Verreck, Marcel (red), Suptiel Haags, Stichting Pers & Prent, 2012, ISBN 9789077496169
- Kuipers, R.J., Veiligheisvoorschriften voor groenvoorzieners en wijkbeheerders (illustraties), Reed Business Information, Amsterdam, zj, ISBN 9789054391074
- Rueb, Marnix, Haagse Harry ze dans!!, Kap Nâh, Den Haag, zj, ISBN 9789080387737
- Rueb, Marnix (samenstelling: Rueb, Robert-Jan), De mazzol!!, Kap Nâh, Den Haag, 2016, ISBN 9789491410000 (gebonden)

## Cd's
- 2002 Haags / De kugsus

- Digitale Bibliotheek voor de Nederlandse Letteren: rueb003
- Gemeinsame Normdatei: 173325343
- International Standard Name Identifier: 0000 0003 6884 5213
- Nederlandse Thesaurus van Auteursnamen: 068821328
- RKD-Nederlands Instituut voor Kunstgeschiedenis: 90508
- Virtual International Authority File: 216467859
- WorldCat: E39PBJpJjF3WRrr6HXv6cBYHG3